# Эскадренные миноносцы проекта 40
Эскадренные миноносцы проекта 40 — нереализованный проект трёхбашенного эскадренного миноносца с универсальной артиллерией главного калибра, разрабатывавшийся в 1942—1945 годах для Военно-Морского Флота СССР. Эскадренный миноносец проекта 40 разрабатывался с учётом опыта Второй мировой войны, и в сравнении с предыдущими проектами эскадренных миноносцев (проекты 30 и 35) должен был иметь улучшенную мореходность и новое оборудование и вооружение. Проект 40 рассматривался главнокомандующим ВМФ Н. Г. Кузнецовым как наиболее приоритетный объект для включения в десятилетнюю послевоенную кораблестроительную программу (среди надводных кораблей основных классов), однако личным решением И. В. Сталина он включён в неё не был.

## История проектирования

### Тактико-техническое задание
Оперативно-тактическое задание на новый, более крупный, чем корабль проекта 35, «большой эсминец» для океанской службы (обозначение «проект 40») было разработано научно-техническим комитетом в начале 1942 года и утверждено главнокомандующим ВМФ СССР Николаем Герасимовичем Кузнецовым 26 августа 1942 года. В 1943—1944 годах специалистами эвакуированных в Казань научно-технического комитета РКВМФ и ЦКБ-17 были выполнены предэскизные проработки эсминца проекта 40 стандартным водоизмещением 2200 тонн. Конструкторам было предложено использовать материалы эскизного проекта 35, а также разрешалось увеличить стандартное водоизмещение до 2700 т. К проектированию были привлечены лучшие конструкторы бюро ЦКБ-17: В. А. Никитин, А. Л. Фишер, И. Ф. Топтыгин, Н. В. Брезгун. Конструкторское бюро проработало шесть вариантов предэскизного проекта, однако уложиться в заданный лимит тоннажа его конструкторам не удалось — в соответствии с назначением корабля должны были находиться и его главные размерения, и его дальность плавания, и автономность.
Проанализировав результаты предэскизных проработок, флот 10 марта 1944 года выдал уточнённое тактико-техническое задание, в котором снизил требования к скорости — не менее 36 узлов, повысил лимит стандартного водоизмещения — 3000 т, но оставил прежним дальность плавания — 6000 морских миль. Новое ТТЗ адмирал флота Н. Г. Кузнецов утвердил 6 ноября 1944 года. В утверждённом главнокомандующим ВМФ ТТЗ было увеличено стандартное водоизмещение — до 3200 т, а также появилось требование разместить универсальные орудия в стабилизированных установках, усилить вооружение РЛС, установить новые комплекты приборов управления артиллерийской и торпедной стрельбой (ПУС и ПУТС). Вариант проекта 40 разработки конструктора В. А. Никитина (проект 40Н) был доведён до стадии эскизного проекта.

### Проекты ЦКБ-17
ЦКБ-17 были разработаны шесть альтернативных вариантов проекта 40 (первые пять — в декабре 1943 года). Базовый вариант имел полубачную архитектуру (2/3 длины корпуса), эшелонное расположение ГЭУ, второе дно и две продольные переборки в районе машинных и котельных отделений. Проект 40Л являлся аналогом базового проекта, но с линейным расположением ГЭУ. У проекта 40А расположение ГЭУ также было выбрано линейным, но полубак распространялся только на половину корпуса корабля, отсутствовало второе дно и продольные переборки. Проект 40Б был аналогом проекта 40А, но без полубака. Ещё два инициативных проекта — 40ИЭ и 40 ИЛ являлись бесполубачными аналогами базового проекта 40 и проекта 40Л соответственно. Все варианты установки вооружения на этих вариантах проекта 40 предусматривали универсальный главный калибр из трёх двуствольных 130-мм башенных установок Б-2-У и приборов управления стрельбой на базе ЦАС-У, два 533-мм трёхтрубных торпедных аппарата и 37-мм зенитные автоматы: на проектах 40, 40-ИЭ и 40-ИЛ по десять, а на проектах 40А и 40Б — по восемь. Противолодочное и радиоэлектронное вооружение не предусматривалось. За прототип ГЭУ был взят комплект ТЗА, закупленный в США для проекта 30А. Четыре высоконапорных котла с дутьём в котёл (а не в котельные отделения, как на довоенных проектах 7 и 30) должны были вырабатывать пар давлением 46 кг/см² и температурой 450 °C. Две паровых турбины — обеспечивать кораблю скорость хода 36 узлов. Бытовые условия были в целом лучше, чем на предыдущих проектах, но матросов предполагалось разместить на подвесных койках по германскому образцу.
Шестым проектом ЦКБ-17, разработанным в январе 1944 года, был проект 40Н. Корпус эскадренного миноносца проекта 40Н проектировался в двух вариантах: гладкопалубном и с полубаком. Высота борта на миделе в гладкопалубном варианте составляла 8,2 м, что при нормальном водоизмещении обеспечивало кораблю надводный борт более 4 м. Корпус имел коэффициент общей полноты 0,520. Силуэт корабля определяли подъём верхней палубы к прямому форштевню и излом в районе кормовой АУ СМ-2, в сочетании с двумя сильно наклонёнными и довольно высокими дымовыми трубами, и высокой носовой надстройкой, на которой находилась единственная на корабле треногая мачта. При дальности плавания 18-узловым экономическим ходом более 4000 морских миль полное водоизмещение корабля превышало 4000 т. Котлотурбинная установка мощностью 76 000 л. с. располагалась двумя эшелонами и по расчётам должна была обеспечить кораблю полный ход со скоростью 36 узлов. Расчётная дальность плавания полным ходом составляла 1080 морских миль, экономическим — 4150 миль. Мощность электроэнергетической системы составляла 1200 кВт. По табелю комплектации экипаж корабля составлял 353 человека.
Артиллерийское вооружение корабля проекта 40Н составляли три двухорудийные 130-мм универсальные стабилизированные АУ СМ-2 (боезапас — 200 выстрелов на ствол) и шесть двуствольных стабилизированных 45-мм автоматов СМ-7 (боезапас — 1000 выстрелов на ствол). Носовую батарею 45-мм АУ для уменьшения заливаемости при волнении подняли на 2-й ярус надстройки.
Противолодочное вооружение должно было состоять из 50 больших глубинных бомб и кормовых бомбосбрасывателей. Минные рельсы могли принимать 64 морские мины КБ-3 (в полубачном варианте вследствие более коротких минных дорожек на юте количество принимаемых мин уменьшалось до 26). Корабль также вооружался двумя комплектами паравана-охранителя и акустическим тралом. Странным является факт отсутствия в уточнённом тактико-техническом задании требований установки на корабль гидроакустической станции и современных средств поражения ПЛ (многоствольных реактивных бомбомётов), если учесть, что с 1942 года советские эскадренные миноносцы проекта 7 при прохождении текущих ремонтов оборудовались английской ГАС ASDIC, а информация о бомбомёте Hedgehog была известна командованию советского флота.

### Проект конструкторского бюро научно-технического комитета РКВМФ
Проектные работы по ТТЗ на проект 40 конструкторское бюро научно-технического комитета (НТК) проводило самостоятельно и независимо от ЦКБ промышленности. Мощность ГЭУ корабля (74 000 л. с.) позволяла развивать заданную в ТТЗ скорость 36 узлов. Два главных турбозубчатых агрегата и четыре главных котла ГЭУ, как и в проекте ЦКБ-17, располагались по эшелонной схеме. Дальность плавания 14-узловым экономическим ходом должна была составить 5700 морских миль, что при достаточно скромном запасе топлива «вызывало сомнения в реальности заложенных в расчёт показателей экономичности ГЭУ». Кораблестроительные элементы проекта 40 разработки НТК в абсолютных значениях были несколько меньшими, чем в варианте ЦКБ-17 (см. таблицу). Остойчивость эсминца была немного хуже.
Расположение артиллерии главного калибра от проектов ЦКБ-17 отличалось тем, что на полубаке оставили одну башню, а две перенесли в корму и расположили линейно-возвышенно. 45-мм зенитная артиллерия была размещена аналогично проектам ЦКБ-17: по три двухствольных автомата СМ-7 на 1-м ярусе носовой надстройки и столько же на средней надстройке. В состав противолодочного вооружения были добавлены четыре шточных бомбомёта БМБ-1 (боезапас для бомбомётов и кормовых бомбосбрасывателей был уменьшен до 48 больших глубинных бомб). В качестве средств радиолокационного дозора и целенаведения артиллерии должны были служить РЛС «Марс», «Гюйс» и «Риф», также на корабль планировалась установить по два комплекта станций «Юпитер-2Б» и станции радиотехнической разведки и помех. Остальное вооружение было сохранено по требованиям ТТЗ.
| Основные кораблестроительные элементы эскадренных миноносцев проекта 40    | Основные кораблестроительные элементы эскадренных миноносцев проекта 40                                           | Основные кораблестроительные элементы эскадренных миноносцев проекта 40                                           | Основные кораблестроительные элементы эскадренных миноносцев проекта 40                                           | Основные кораблестроительные элементы эскадренных миноносцев проекта 40                                           | Основные кораблестроительные элементы эскадренных миноносцев проекта 40                                           | Основные кораблестроительные элементы эскадренных миноносцев проекта 40                                           | Основные кораблестроительные элементы эскадренных миноносцев проекта 40 | Основные кораблестроительные элементы эскадренных миноносцев проекта 40 | Основные кораблестроительные элементы эскадренных миноносцев проекта 40 |
| -------------------------------------------------------------------------- | --- | --- | --- | --- | --- | --- | ----------------------------------------------------------------------- | ----------------------------------------------------------------------- | ----------------------------------------------------------------------- |
| Основные элементы                                                          | Проект 40 (базовый)                                                                                               | Проект 40Л | Проект 40А | Проект 40Б | Проект 40ИЭ | Проект 40ИЛ | Проект 40Н (гладкопалубный)                                             | Проект 40-Н (полубачный)                                                | Проект КБ НТК РКВМФ                                                     |
| Водоизмещение, т                                                           | | | | | | |                                                                         |                                                                         |                                                                         |
| Стандартное водоизмещение                                                  | Н/д | Н/д | Н/д | Н/д | Н/д | Н/д | 3250                                                                    | 3296                                                                    | 3200                                                                    |
| Нормальное водоизмещение                                                   | Н/д | Н/д | Н/д | Н/д | Н/д | Н/д | 3625                                                                    | 3670                                                                    | 3457                                                                    |
| Полное водоизмещение                                                       | Н/д | Н/д | Н/д | Н/д | Н/д | Н/д | 4000                                                                    | 4050                                                                    | Н/д                                                                     |
| Главные размерения, м                                                      | | | | | | |                                                                         |                                                                         |                                                                         |
| Длина наибольшая                                                           | 135,0 | 135,0 | 135,0 | 135,0 | 135,0 | 135,0 | 135,0                                                                   | 135,0                                                                   | Н/д                                                                     |
| Длина по конструктивной ватерлинии                                         | 130,0 | 130,0 | 130,0 | 130,0 | 130,0 | 130,0 | 130,0                                                                   | 130,0                                                                   | 126,0                                                                   |
| Ширина наибольшая                                                          | 13,0 | 13,0 | 13,0 | 13,0 | 13,0 | 13,0 | 13,0                                                                    | 13,0                                                                    | Н/д                                                                     |
| Ширина по конструктивной ватерлинии                                        | Н/д | Н/д | Н/д | Н/д | Н/д | Н/д | Н/д                                                                     | Н/д                                                                     | 13,0                                                                    |
| Высота борта на миделе                                                     | Н/д | Н/д | Н/д | Н/д | Н/д | Н/д | 8,2                                                                     | 6,5                                                                     | Н/д                                                                     |
| Средняя осадка при стандартном водоизмещении                               | Н/д | Н/д | Н/д | Н/д | Н/д | Н/д | 3,84                                                                    | 3,87                                                                    | Н/д                                                                     |
| Средняя осадка при нормальном водоизмещении                                | Н/д | Н/д | Н/д | Н/д | Н/д | Н/д | 4,13                                                                    | 4,16                                                                    | 4,15                                                                    |
| Средняя осадка при полном водоизмещении                                    | Н/д | Н/д | Н/д | Н/д | Н/д | Н/д | 4,42                                                                    | 4,45                                                                    | Н/д                                                                     |
| Начальная поперечная метацентрическая высота при стандартном водоизмещении | Н/д | Н/д | Н/д | Н/д | Н/д | Н/д | 0,75                                                                    | 0,63                                                                    | 0,71                                                                    |
| Начальная поперечная метацентрическая высота при нормальном водоизмещении  | Н/д | Н/д | Н/д | Н/д | Н/д | Н/д | 1,07                                                                    | 0,96                                                                    | 1,11                                                                    |
| Начальная поперечная метацентрическая высота при полном водоизмещении      | Н/д | Н/д | Н/д | Н/д | Н/д | Н/д | Н/д                                                                     | Н/д                                                                     | 1,29                                                                    |
| Энергетическая установка                                                   | | | | | | |                                                                         |                                                                         |                                                                         |
| Мощность ГЭУ, л. с.                                                        | 81 200 | 72 000 | 70 000 | 70 000 | Н/д | 70 000 | 72 000                                                                  | 72 000                                                                  | Н/д                                                                     |
| Запас топлива                                                              | 880 | 775 | 655 | 755 | Н/д | 750 | 760                                                                     | 760                                                                     | Н/д                                                                     |
| Дальность плавания (на скорости N узлов)                                   | 6000 (16) | 6000 (15) | 5200 (15) | 6000 (15) | Н/д | 6300 (15) | 5800 (15), 4000 (18)                                                    | 5800 (15), 4000 (18)                                                    | 5700 (14)                                                               |
| Электроэнергетика                                                          | 2 турбогенератора по 350 кВт, 2 дизельгенератора по 175 кВт (переменный трёхфазный ток 220 Вольт, частотой 50 Гц) | 2 турбогенератора по 350 кВт, 2 дизельгенератора по 175 кВт (переменный трёхфазный ток 220 Вольт, частотой 50 Гц) | 2 турбогенератора по 350 кВт, 2 дизельгенератора по 175 кВт (переменный трёхфазный ток 220 Вольт, частотой 50 Гц) | 2 турбогенератора по 350 кВт, 2 дизельгенератора по 175 кВт (переменный трёхфазный ток 220 Вольт, частотой 50 Гц) | 2 турбогенератора по 350 кВт, 2 дизельгенератора по 175 кВт (переменный трёхфазный ток 220 Вольт, частотой 50 Гц) | 2 турбогенератора по 350 кВт, 2 дизельгенератора по 175 кВт (переменный трёхфазный ток 220 Вольт, частотой 50 Гц) | 1200 кВт                                                                | 1200 кВт                                                                | Н/д                                                                     |
| Вооружение                                                                 | | | | | | |                                                                         |                                                                         |                                                                         |
| Зенитное дальнего боя                                                      | 3×2 130-мм АУ Б-2-У                                                                                               | 3×2 130-мм АУ Б-2-У                                                                                               | 3×2 130-мм АУ Б-2-У                                                                                               | 3×2 130-мм АУ Б-2-У                                                                                               | 3×2 130-мм АУ Б-2-У                                                                                               | 3×2 130-мм АУ Б-2-У                                                                                               | 3×2 130-мм АУ СМ-2-1                                                    | 3×2 130-мм АУ СМ-2-1                                                    | 3×2 130-мм АУ СМ-2-1                                                    |
| Зенитное ближнего боя                                                      | 10 37-мм АУ | 10 37-мм АУ | 8 37-мм АУ | 8 37-мм АУ | 10 37-мм АУ | 10 37-мм АУ | 6×2 45-мм АУ СМ-7                                                       | 6×2 45-мм АУ СМ-7                                                       | 6×2 45-мм АУ СМ-7                                                       |
| Торпедное                                                                  | 2×3 533-мм ТА | 2×3 533-мм ТА | 2×3 533-мм ТА | 2×3 533-мм ТА | 2×3 533-мм ТА | 2×3 533-мм ТА | 2×5 533-мм ТА                                                           | 2×5 533-мм ТА                                                           | Н/д                                                                     |
| Противолодочное                                                            | Нет | Нет | Нет | Нет | Нет | Нет | кормовые бомбосбрасыватели                                              | кормовые бомбосбрасыватели                                              | 4 БМБ-1                                                                 |
| Радиоэлектронное                                                           | Нет | Нет | Нет | Нет | Нет | Нет | РЛС обнаружения и управления огнём, станции РТР и помех                 | РЛС обнаружения и управления огнём, станции РТР и помех                 | Нет                                                                     |

## Планы строительства серии и завершение проектных работ
«Большой эсминец» проекта 40 рассматривался высшим командованием ВМФ как наиболее приоритетный объект для включения в послевоенную кораблестроительную программу (среди надводных кораблей основных классов). Нарком ВМФ Н. Г. Кузнецов считал этот корабль наиболее подходящим для Северного и Тихоокеанского флотов и признавал необходимым начать строительство головного корабля уже в 1946 году. В соответствии с этими планами в начале января 1945 года приказом Кузнецова была создана комиссия из наиболее авторитетных адмиралов для подготовки предложений по послевоенной кораблестроительной программе, в том числе формулирования ТТЗ по кораблям различных классов. Комиссия состояла из нескольких подкомиссий, представлявших как Генеральный штаб во главе с П. А. Трайниным, так и преподавателей Военно-Морской академии (ВМА). Общее руководство осуществлял начальник кафедры ВМА вице-адмирал С. П. Ставицкий, а подкомиссию по эсминцам возглавлял начальник тактики ВМА контр-адмирал Ю. А. Добротворский. Результатом работы подкомиссии по эсминцам стали выводы, оформленные в виде протокола заключительного заседания комиссии от 5 марта 1945 года: 
Признать целесообразным предложение подкомиссии контр-адмирала Добротворского о необходимости двух подклассов миноносцев: ЭМ с мощным торпедно-артиллерийским вооружением, большой мореходностью и значительной дальностью плавания, предназначенные в первую очередь для ТОФ и СФ, и миноносцы, по возможности умеренного водоизмещения, предназначенные, в основном, для стеснённых районов Балтийского моря и Тихоокеанского театра. Принять, что одной из основных задач ЭМ должно явится охранение крупных боевых кораблей при действиях в море, в связи с чем необходима дальность плавания не менее 3000 миль при общей для кораблей боевого ядра повышенной экономической скорости 21 узел. В связи с этим признать желательным наличие двух вариантов — причём второй должен отличаться от предложенного усилением артиллерии и противолодочного оружия за счёт уменьшения числа ТА. Просить подкомиссию дополнить работу кораблестроительными расчётами.
Протокол комиссии Ю. А. Добротворского дополняли кораблестроительные расчёты, в которых в качестве «большого миноносца», правда, с
некоторыми изменениями (в частности, увеличилось нормальное водоизмещение, усилилось зенитное вооружение), был принят довоенный проект 30, но в Главном морском штабе «вполне отдавали себе отчёт о ценности рекомендаций комиссии С. П. Ставицкого, и после утверждения рекомендаций главкомом о них просто забыли».
На основе выводов комиссии летом 1945 года Главный морской штаб разработал предложения по 10-летнему плану военного кораблестроения на 1946—1955 годы. По этому плану предполагалось построить 132 «больших эсминца» с тремя двуствольными 130-мм универсальными артиллерийскими установками башенного типа и 226 «просто» эсминцев с двумя аналогичными артиллерийскими установками. Вместе с линкорами проекта 24, тяжёлыми крейсерами проекта 82, лёгкими крейсерами проекта 68-бис и авианосцами «большие» эсминцы должны были составить основу Военно-Морского Флота СССР, призванного оперировать на всей акватории Мирового океана. Одними из основных качеств «большого» эсминца должны были быть большая автономность, высокая скорость полного хода, отличная мореходность и усиленные возможности ПВО.
Однако 27 сентября 1945 года в Кремле состоялось совещание по рассмотрению новой десятилетней программы кораблестроения (на 1946—1955 годы). И. В. Сталин, прочитав в проекте программы слова «большие эсминцы», сразу же сказал руководству флота: «…обойдёмся без них. Я бы хотел как можно побольше построить эсминцев. Я вам советую на этом этапе иметь побольше лёгких крейсеров и эсминцев. На этом вы бы создали хорошие кадры. С кадрами у вас обстоит плохо. Вы даже трудно принять от немцев 8 машин». В ответ на настоятельные просьбы Наркома ВМФ Н. Г. Кузнецова о постройке «больших» эсминцев проекта 40 Сталин заявил, что нас лимитирует производственная база, и мы вынуждены выбирать поэтому, что строить; далее он заявил, что моряки якобы всегда отличались незнанием и нежеланием считаться с возможностями промышленности и что они никогда не хотели спуститься «с моря на землю». Тогда нарком ВМФ стал просить оставить в кораблестроительной программе хотя бы 10 «больших эсминцев», его просьбу поддержал Л. М. Галлер. Сталин уже был готов согласиться, но тут выступил заместитель наркома судостроительной промышленности A. M. Редькин, заявивший о невыполнимости такого требования, и этим склонил Сталина в пользу отказа от строительства перспективного корабля. Однако в конце совещания этот вопрос возник снова и, как написано в стенограмме совещания, «т. Сталин, как будто, дал согласие» построить в конце десятилетия четыре «больших» эсминца. Фактически же эта оговорка «как будто, дал согласие» стала финалом разработки эскадренного миноносца проекта 40. В итоге в новую кораблестроительную программу попали только откорректированные довоенные проекты эсминцев 30-К (10 единиц) и эсминцев проекта 30-бис (70 единиц), являвшиеся уже тогда морально и технически устаревшими.
Реализации требовавшихся флотом проектов кораблей, в которых должны были учитываться все достижения мировой военно-морской техники, мешало очень серьёзное препятствие. Сталин хотел построить океанский флот в короткий срок, не желая принимать во внимание, что наше военное кораблестроение значительно отстало от зарубежного. Но, памятуя о предвоенных трудностях, он осознавал, что промышленность сможет обеспечить массовое строительство новых кораблей только на основе довоенного задела. Вероятно, именно поэтому он скептически относился к авианосцам, «охладел» к линкорам, а для лёгких сил флота потребовал построить две с половиной сотни «обычных» эсминцев. Руководства Судпрома, уже имевшее горький опыт «экспериментов» с осуществлением гигантской довоенной программы, сознательно проводило политику максимального упрощения своей работы, «протаскивая» для серийного строительства откорректированные довоенные проекты.Литинский Д. Ю.

## Оценка проекта

### Сравнительная оценка
К числу зарубежных аналогов проекта 40 следует отнести следующие корабли, построенные в 1943—1945 годах или проектировавшиеся в этот период: британские типа «Бэттл», американские типа «Гиринг», японские типа «Югумо», шведские типа «Эланд», итальянские типа «Команданти Медальи Д′Оро» и германские «типа 1944».
Эскадренные миноносцы типа «Бэттл» были единственным типом эсминцев ВМС Великобритании, который был создан в период Второй мировой войны с учётом её опыта и успел принять участие в боевых действиях. Разработка проекта корабля была начата в 1941 году. Впервые в практике английского кораблестроения конструкторы разместили новую 114-мм универсальную артиллерию главного калибра в двуствольных башенных установках с высокой степенью механизации и соответствующей ей системой управления огнём. Вся артиллерия главного калибра была размещена в носу, что впоследствии послужило поводом для критики проекта. Зенитное вооружение было достаточно сильным: так согласно спецификации 1944 года эсминец вооружался четырьмя двуствольными и четырьмя одноствольными 40-мм АУ «Бофорс» с длиной ствола 56 калибров, корабли серии с пятого по шестнадцатый вместо 102-мм универсальной пушки для стрельбы осветительными снарядами получили в качестве зенитного вооружения ещё два дополнительных «бофорса». Важным нововведением на корабле было использование пара с повышенными параметрами (давление 50 кг/см² против 21 кг/см² на предыдущих проектах). Начиная с третьего корабля типа эсминцы оснащались успокоителями качки. Восемь кораблей модернизированного типа (2-я группа), вступившие в строй уже в 1946—1948 годах, вооружались дополнительным пятым 114-мм орудием, пятитрубными торпедными аппаратами (вместо четырёхтрубных) и имели новую систему управления огнём.
Эскадренные миноносцы типа «Гиринг» стали дальнейшим развитием эсминцев типа «Аллен М. Самнер». В проекте эсминцев типа «Гиринг» был исправлен основной недостаток предыдущего типа кораблей — чрезмерная перегрузка, вызванная установкой сверхштатного зенитного вооружения. За счёт удлинения корпуса на 4,3 м удалось почти в полтора раза увеличить запас топлива, а вместе с ним и дальность плавания. Вооружение корабля для представителей класса «эскадренный миноносец» было сильным: шесть универсальных 127-мм орудий Mark 38 в трёх башенных установках, 16 40-мм орудий «Бофорс» (2×4, 4×2), одиннадцать 20-мм зенитных автоматов «Эрликон», два пятитрубных торпедных аппарата и шесть бомбомётов. В 1944—1951 годах было построено 98 кораблей этого типа.
Эскадренные миноносцы типа «Югумо» были развитием типа «Кагэро»: они отличались немного удлинённым корпусом и новыми башнями 127-мм орудий главного калибра, обеспечивающими угол возвышения орудий 75°. Начиная с 1943 года и до окончания Второй мировой войны на кораблях типа постоянно усиливалось зенитное вооружение: в итоге вместо проектных двух двуствольных 25-мм АУ число 25-мм орудий зенитной артиллерии на кораблях достигло двадцати шести (4×3, 1×2, 12×1). На отдельных кораблях кормовая башня главного калибра № 3 заменялась двухствольной палубной 127-мм/40 зенитной установкой с углом возвышения 90°, но при этом корабли несли меньшее количество 25-мм зенитных автоматов — всего двенадцать. Торпедное вооружение кораблей типа состояло из двух четырёхтрубных торпедных аппаратов калибра 610 мм, противолодочное вооружение — из четырёх бомбомётов с боезапасом 36 глубинных бомб.
Два эскадренных миноносца типа «Эланд» были заложены для Королевского военно-морского флота Швеции в 1943 году, но вступили в состав флота уже после войны (в 1947 и 1948 году соответственно). Корабли имели ограниченную дальность плавания (2500 морских миль на 20 узлах) и предназначались исключительно для закрытого театра Балтики. Четыре 120-мм орудия главного калибра были полуавтоматическими и универсальными (с углом подъёма ствола 80°). Зенитное вооружение соответствовало нормам военного времени (6 40-мм, 8 25-мм автоматов), торпедное вооружение состояло из двух трёхтрубных торпедных аппаратов. Надстройка и машинно-котельные отделения имели лёгкую броневую защиту. В дальнейшем оба корабля типа прошли ряд модернизаций.
Единственными итальянскими эсминцами, при проектировании которых был учтён опыт Второй мировой войны, стали эскадренные миноносцы типа «Команданти Медальи Д′оро». В окончательном проекте (1942 год) эсминец вооружался четырьмя 135-мм орудиями в одноорудийных установках, двенадцатью 37-мм зенитными полуавтоматами, двумя трёхтрубными торпедными аппаратами и четырьмя бомбомётами. Как и для прочих итальянских кораблей, для них была характерна высокая скорость полного хода (38 узлов). Из двадцати намеченных к постройке кораблей до 1943 года удалось заложить только девять. Все они были захвачены на стапелях германскими войсками в сентябре 1943 года и ни один не был достроен.
Наиболее современным из всех проектов германских эскадренных миноносцев Второй мировой войны являлся эскадренный миноносец «типа 1944». В качестве ГЭУ корабля была выбрана дизельная установка, позволявшая кораблям этого типа развивать скорость полного хода 37,5 узлов. Дальность плавания на экономической скорости хода должна была достичь 6800 морских миль. В отличие от эскадренных миноносцев типа 1936A на эсминцах типа 1944, калибр артиллерии ГК был уменьшен со 150 до 128 мм: шесть новых орудий 128 mm/45 C41M размещались в трёх башенных установках. Зенитное вооружение также должно было отличаться от установленного на предыдущих проектах: основу его должны были составить зенитные автоматы 55-mm Flak (Gerät 58) и 30-mm/103 C38. Наведение артиллерийского вооружения осуществлялось при помощи двух оптических и радиолокационных дальномеров. В 1943 году было заложено пять кораблей этого типа (Z-52—Z-56), однако все они были разобраны на стапеле из-за повреждения от налётов авиации союзников и нехватки материалов.
| Сравнительные ТТХ эсминцев разработки/постройки 1943—1945 гг. | Сравнительные ТТХ эсминцев разработки/постройки 1943—1945 гг. | Сравнительные ТТХ эсминцев разработки/постройки 1943—1945 гг. | Сравнительные ТТХ эсминцев разработки/постройки 1943—1945 гг. | Сравнительные ТТХ эсминцев разработки/постройки 1943—1945 гг. | Сравнительные ТТХ эсминцев разработки/постройки 1943—1945 гг. | Сравнительные ТТХ эсминцев разработки/постройки 1943—1945 гг. |
| Основные элементы                                             | Тип «Команданти Медальи Д′оро»                                | Тип «Бэттл» (2-я группа)                                      | Тип «1944»                                                    | Тип «Гиринг»                                                  | Тип «Югумо»                                                   | Тип «Эланд»                                                   |
| ------------------------------------------------------------- | ------------------------------------------------------------- | ------------------------------------------------------------- | ------------------------------------------------------------- | ------------------------------------------------------------- | ------------------------------------------------------------- | ------------------------------------------------------------- |
| Водоизмещение, стандартное/полное, т                          | 2067/2900                                                     | 2380—2400/3400—3420                                           | 2818/3703                                                     | 2616/3460                                                     | 2077/2480                                                     | 1880/—                                                        |
| Главные размерения, м                                         | 120,70×12,30×3,60                                             | 115,52×12,34×4,67                                             | 132,1×12,6×4,92                                               | 119,03×12,45×4,37                                             | 119,17×10,8×3,76                                              | 112×11,2×3,40                                                 |
| Энергетическая установка                                      | 2 ПТУ, 3 главных котла, 60 000 л. с.                          | 2 ПТУ, 2 главных котла, 50 000 л. с.                          | Дизельная, 76 000 л. с.                                       | 2 ПТУ, 4 главных котла, 60 000 л. с.                          | 2 ПТУ, 3 главных котла, 52 000 л. с.                          | 2 ПТУ, 2 главных котла, 44 000 л. с.                          |
| Полная скорость, узлов                                        | 35/38                                                         | 35,7                                                          | 37,5                                                          | 36,8                                                          | 35                                                            | 35                                                            |
| Дальность плавания, морских миль                              |                                                               | 4400(20)                                                      | 6800 (19)                                                     | 4500 (20)                                                     |                                                               | 2500 (20)                                                     |
| Артиллерия главного калибра                                   | 4×1 135-мм/45 АУ                                              | 2×2 114-мм/45 Mark III, 1×1 114-мм/45 Mark IV                 | 3×2 128-мм/50 или /45 C41M                                    | 3×2 127-мм/38 Mark 38                                         | 2-3×2 127-мм/50                                               | 2×2 120-мм/45                                                 |
| Лёгкая зенитная артиллерия                                    | 12×1 37-мм/54 АУ                                              | 4×2, 4×1 40-мм «Бофорс»                                       | 3 55-мм, 14 30-мм                                             | 2×4, 2×2 40-мм/56, 11 20-мм/70 «Эрликон»                      | 4×3, 1×2, 12×1 25-мм                                          | 6—7 40-мм, 8 25-мм                                            |
| Противолодочное вооружение                                    | 4 бомбомёта                                                   | 4 бомбомёта, 2 бомбосбрасывателя (60 ГБ)                      | 60 ГБ                                                         | 6 бомбомётов, 2 бомбосбрасывателя (56 ГБ)                     | 4 бомбомёта (36 ГБ)                                           | 2 бомбомёта, 2 бомбосбрасывателя                              |
| Торпедное вооружение                                          | 2×3 533-мм ТА                                                 | 2×5 533-мм ТА                                                 | 2×4 533-мм ТА                                                 | 2×5 533-мм ТА                                                 | 2×4 610-мм ТА                                                 | 2×3 533-мм ТА                                                 |
| Экипаж, чел.                                                  | 272                                                           | 281—306                                                       | 308                                                           | 336                                                           | 228                                                           | 210                                                           |

### Общая оценка
По мнению ряда исследователей истории флота, оценивая наработки по проекту 40, можно смело сказать, что в конце 1940-х годов при разумном совмещении двух альтернативных вариантов проекта 40 можно было создать эсминец, не уступавший по боевым возможностям последним зарубежным аналогам. Проект «вполне отвечал требованиям двух отечественных океанских театров — Северного и Тихоокеанского» и заметно отличался от предыдущих проектов советских эскадренных миноносцев — имел повышенную мореходность и увеличенную дальность плавания, а также усиленное зенитное вооружение. Проект 40Н стал первым из проектов советских эскадренных миноносцев, на котором с самого начала планировалось установить радиотехническое вооружение. Приборы управления огнём зенитной артиллерии не уступали аналогичным американским, хотя и проигрывали в весе (в США в таких приборах повсеместно внедрялись электрические счётно-решающие устройства на вращающихся трансформаторах вместо механических, позволяющие к тому же совмещать приборы управления стрельбой с РЛС управления огнём). Несмотря на то, что серийное строительство эскадренного миноносца проекта 40 так и не было начато, за время его проектирования был накоплен определённый опыт и получены результаты исследовательского проектирования.

## Комментарии
1. ↑  Водоизмещение указано в английских «длинных» тоннах.
2. ↑  Для реализованных типов дано фактическое вооружение кораблей на момент окончания Второй мировой войны. Для нереализованных типов дано проектное.